# Çelebi (Kırıkkale)
Pour les articles homonymes, voir Çelebi.
Çelebi est une ville et un district de la province de Kırıkkale dans la région de l'Anatolie centrale en Turquie.